# Спектрохемија
Спектрохемија је дисциплина физичке хемије која се бави испитивањем особина материје помоћу електромагнетних таласа. Заснива се на томе да особине емитованих или апсорбованих таласа зависе од физичкохемијских особина материје. Ако се та зависност ваљано испита онда, што и јесте један од основних задатака спектрохемије, онда се на основу спектара може научити нешто о физичкохемијским особинама материје из које спектар потиче. На пример, тачан састав белог праха који је  полиција нашла на осумњиченом месту најлакше је одредити снимањем његовог инфрацрвеног спектра. Свако једињење има карактеристичан инфрацрвени спектар на основу којег може лако да се идентификује.